# Калеппи, Лоренцо
Лоренцо Калеппи (итал. Lorenzo Caleppi; 29 апреля 1741, Червия, Папская область — 10 января 1817, Рио-де-Жанейро, Соединённое королевство Португалии, Бразилии и Алгарве) — итальянский куриальный кардинал и папский дипломат. Титулярный архиепископ Нисибиса с 23 февраля 1801 по 8 марта 1816. Апостольский нунций в Португалии с 23 декабря 1801 по 8 марта 1816. Кардинал-священник с 8 марта 1816 по 10 января 1817.